# Bec Rosso
Il Bec Rosso è una montagna delle Alpi Liguri alta 2.154 m.

## Descrizione

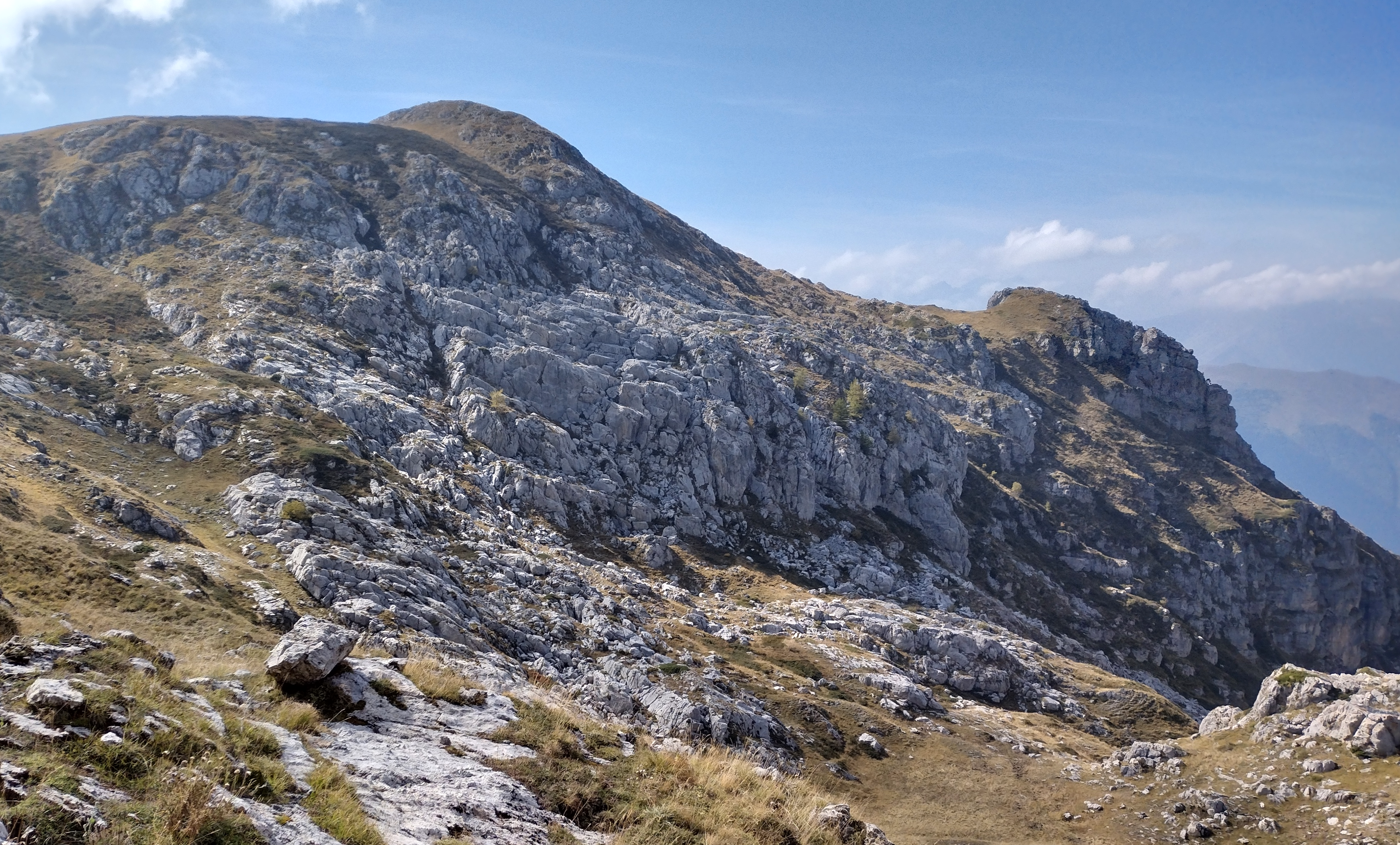
Il versante nord orientale

La montagna sui trova in Val Vermenagna a breve distanza dalla costiera che divide la vallata dalla contigua Valle Pesio. Una insellatura a quota 2.118 m non nominata sulla cartografia ufficiale, la collega con il vicino Monte Jurin e con il resto dello spartiacque. Il Bec Rosso si presenta con pendii prativi verso sud e ovest mentre il suo versante orientale è caratterizzato da nude rupi di roccia calcarea. La sua prominenza topografica è di 36 metri ed è data dalla differenza di quota tra la vetta (2.154 m) e il punto di minimo situato in corrispondenza della sella a 2.118 m che separa la montagna dal vicino Monte Jurin. Il punto culminante del Bec Rosso è segnalato da un ometto di pietrame mentre poco lontano, sul versante che guarda verso Limone, si trova una croce metallica.

## Geologia
Il Bec Rosso geologicamente fa parte del Massiccio della Fascia; in corrispondenza della montagna un basamento di roccia calcarea sostiene uno strato suoperiore di calcescisti.

## Accesso alla vetta

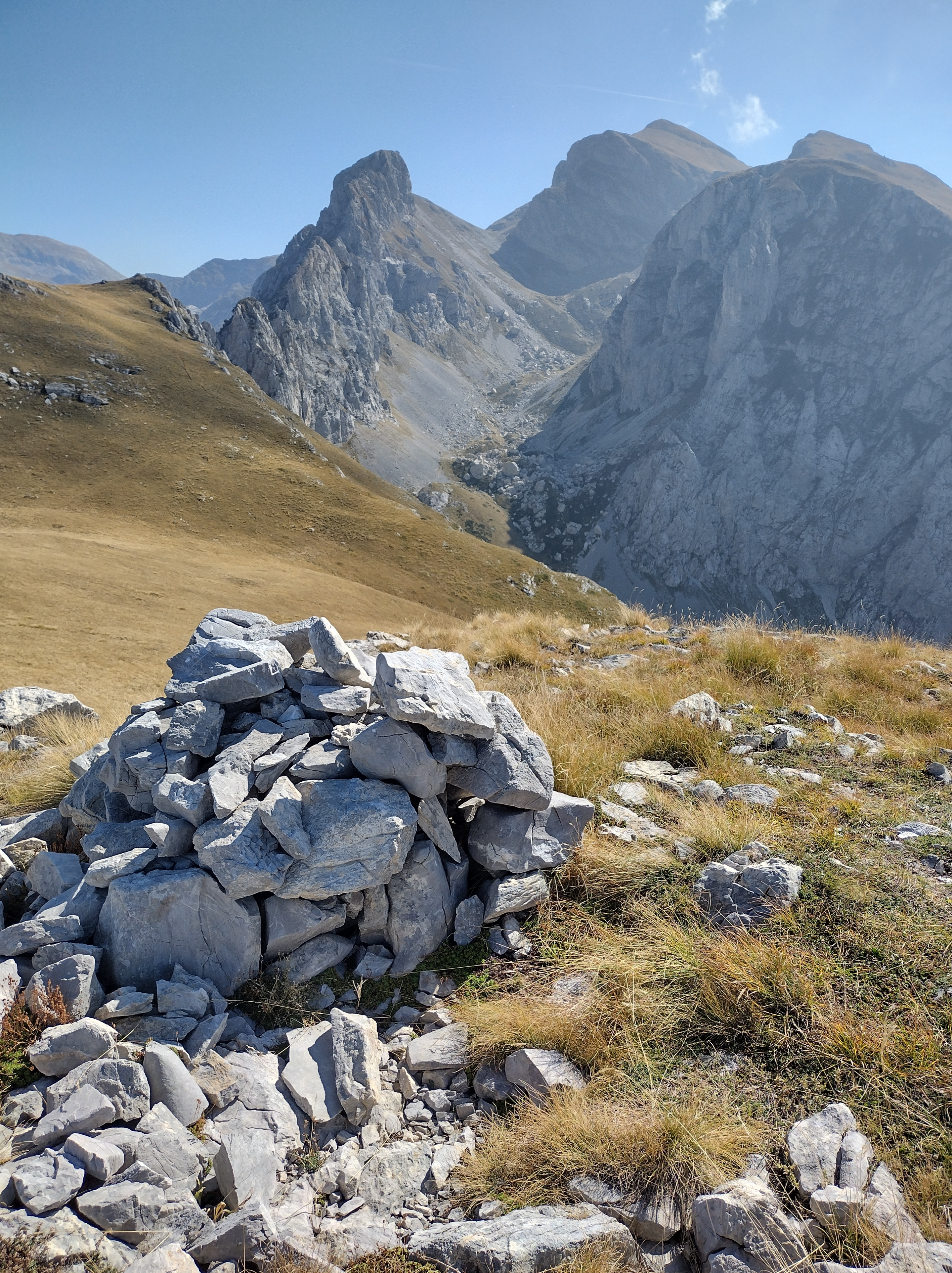
L'ometto sulla sommità, sullo sfondo la cima della Fascia

La cima del Bec Rosso può essere raggiunta a piedi con partenza da Tetti Barat (Limone Piemonte). Si tratta di un itinerario di un itinerario su sentieri segnati, di una difficoltà escursionistica E. 

### Punti di appoggio
- Rifugio Chiara (1.490 m).